# 독우산광대버섯
독우산광대버섯은 맹독성 독버섯의 일종으로 전체가 흰색을 띄고 있다. 생김새가 양송이버섯과 흰우산버섯, 흰주름버섯과 비슷하게 생겼다. 일단 이 버섯을 한 조각이라도 먹게 되면 몸속의 여러 부위의 세포와 내부 장기가 파괴되어 심한 복통, 구토, 설사 등의 콜레라 증상을 보이다가 며칠 만에 사망할 수 있다. 외관은 새하얗고 아름답게 생겼지만 소량으로도 사망에 이르게 하는 맹독을 지니고 있기 때문에 ‘죽음의 천사’(Destroying Angel)라고 부르기도 한다.